# الحديبة الشمية
الحُدَيبَةُ الشَّمِّيَّة (OT) هي مركز معالجة متعدد الحواس موجودة داخل القشرة الشمية والجسم المخطط تلعب دورًا في الإدراك. كما ثبت أن الحديبة الشمية تلعب دورًا في السلوكيات الحركية والانتباه، خاصةً فيما يتعلق بالاستجابة الاجتماعية والحسية،  وقد تكون ضرورية للمرونة السلوكية.  ترتبط الحديبة الشمية بالعديد من مناطق الدماغ لا سيما المراكز الحسية والإثارة ومراكز المكافأة، ممَّا يجعلها واجهة حرجة محتملة بين معالجة المعلومات الحسية والاستجابات السلوكية اللاحقة.

## روابط خارجية
- http://brainmaps.org/ajax-viewer.php؟datid=1&sname=1201&hname=olfactory٪20tubercle&hlabel=OLT
- نظرة عامة على الحديبة الشمية المبهمة على البحث الحالي للحديبة الشمية في NIDCD.
- مناطق الدماغ: الحديبة الشمية معلومات أساسية عن الحديبة في NeuroLex.
- الأقسام التي تحتوي على درنة شمية أقسام مصورة من جميع الأنواع توضح الموقع الدقيق للحديبة في الدماغ في BrainMaps